# المزيرعة (القصرين)
المزيرعة مدينة تونسية تابعة لمعتمدية فوسانة من ولاية القصرين، وتتميز بوجود جبال عديدة ونباتات فريدة من نوعها تميز غطائها النباتي.